# Matfors kommundel
Matfors kommundel är en av Sundsvalls kommuns åtta kommundelar. Den omfattar distrikten Tuna och Attmar och motsvarar den tidigare kommunen Matfors. Tätortena Klingsta och Allsta, Lucksta, Matfors och Vattjom ligger i kommundelen.